# Триставісім (группа)
Триставісім (с рус. Триста восемь; также, Trystavisim, иногда Триста8ісім;) — украинская рок-группа, основанная в Ужгороде (Закарпатье). За несколько лет существования группа уже отыграла на главных сценах самых крупных украинских фестивалей, наряду с такими известными мировыми и украинскими группами как Enter Shikari, Hollywood Undead, Rasmus, Zdob și Zdub, Ляпис Трубецкой, Noize MC, Скрябин, Вопли Видоплясова, Брати гадюкіни, Танок на майдані Конґо, Тартак…

## Описание
Музыка группы построена на роковой основе с элементами фолк-рока, панка, ска, которая украшена добавлением напористых колоритных мелодий. Обобщенно стиль группы можно охарактеризовать как фолк-панк.

## История
Первое выступление группы состоялось 23 ноября 2010 г. во Львове в «Этноклубе» львовского художественного объединения Дзыга.

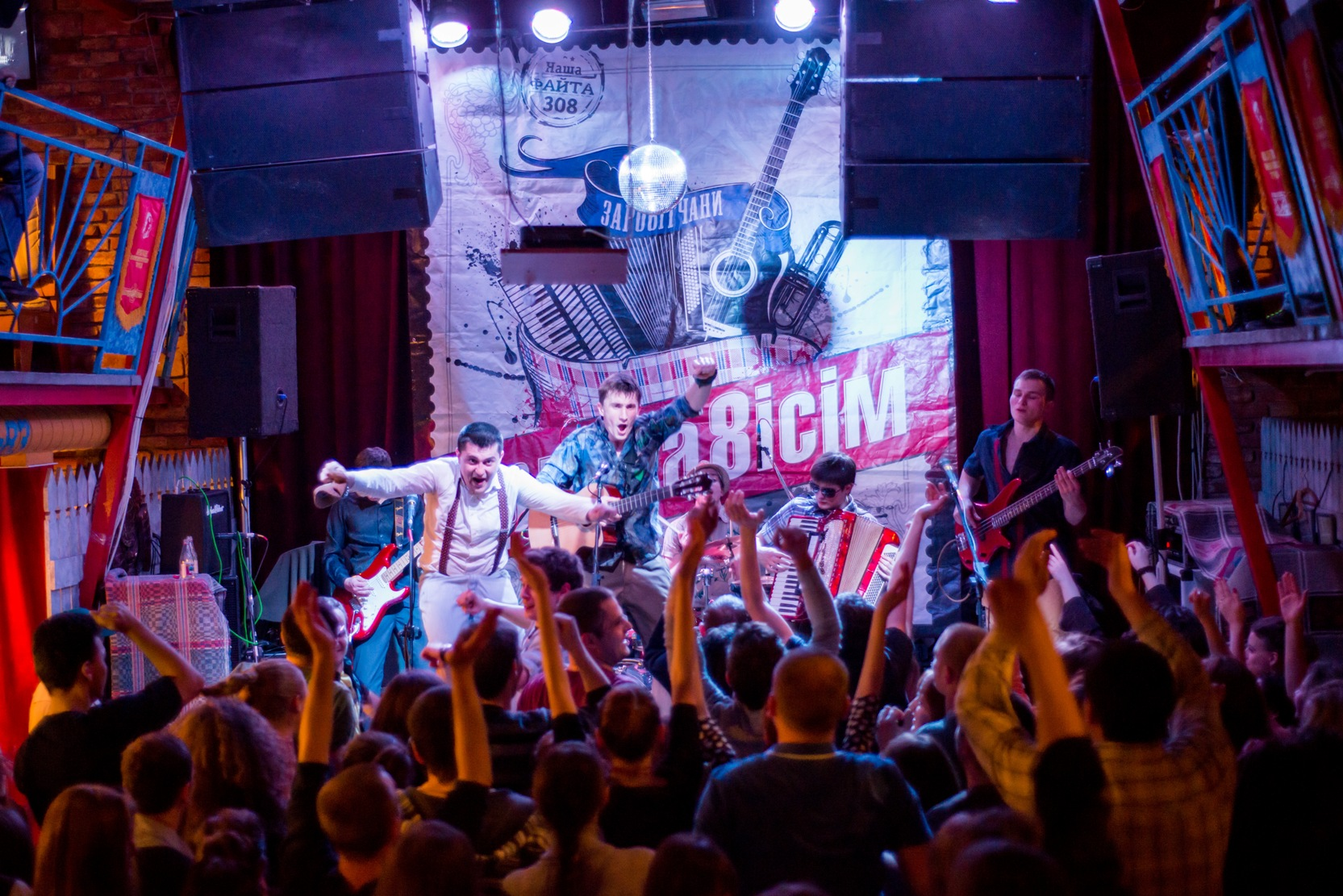
Презентация альбома «Перча»

В течение следующих двух лет музыканты объездили с выступлениями почти все крупные города Западной Украины, сыграв при этом более 50-ти концертов (в том числе и выступление на одном из крупнейших фестивалей украинской музыки и искусства — фестивале «Захід»).
26 марта 2013 группа презентовала дебютный мини-альбом под названием «Перча», в который вошли 5 песен.
31 марта 2013 группа приняла участие в радио-проекте Тиса FM Live, исполнив живьем в прямом эфире композиции с дебютного альбома.
Позже группа была приглашена для съемок в телевизионных программах на телеканалы Первый национальный и ТВі.
13 августа 2013 года состоялась презентация дебютной видео-работы на песню «Дислокация».

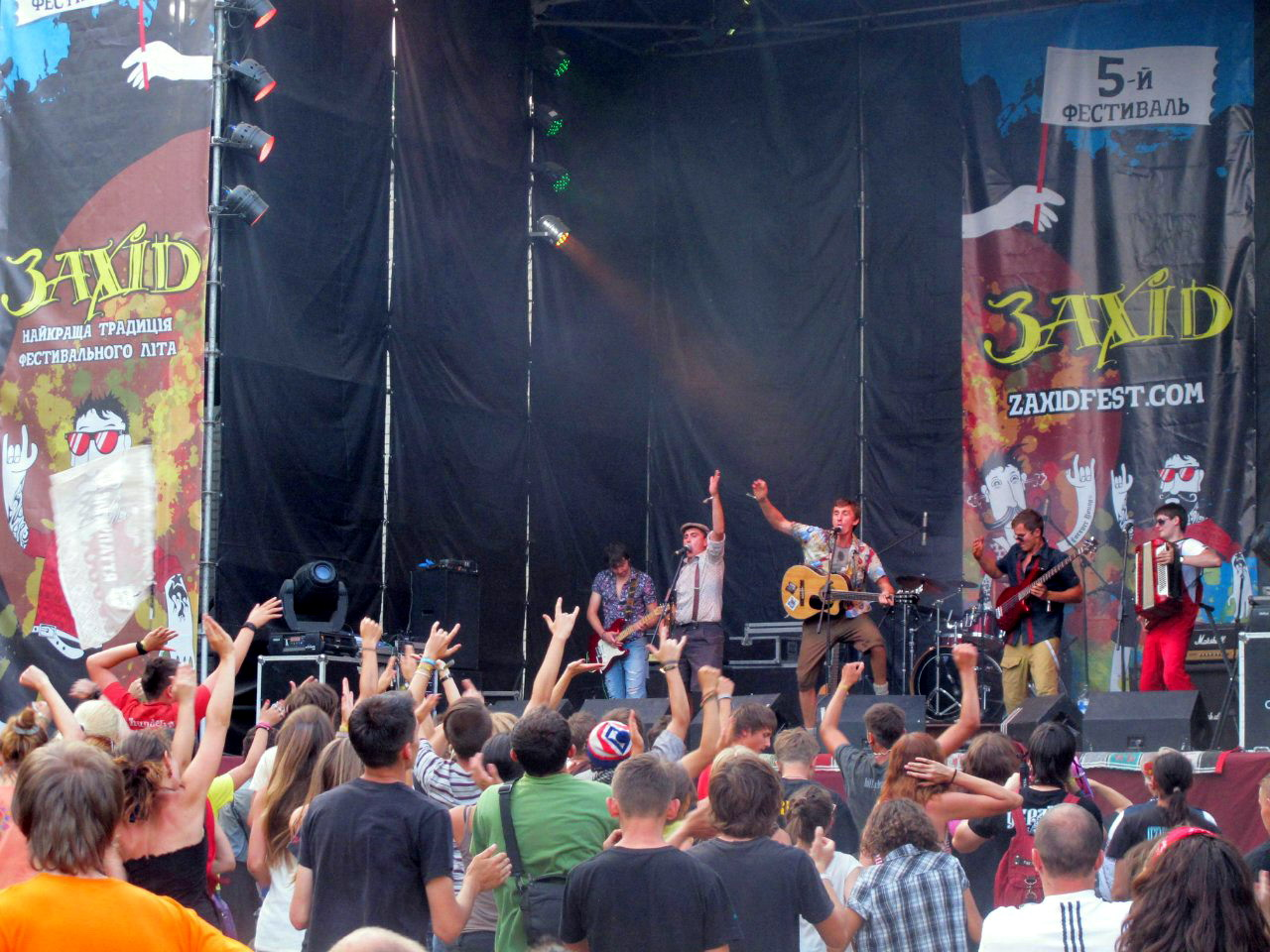
Фестиваль Захід-2013

За период лета 2013 группа выступила на большинстве фестивалей Украины, получив при этом неофициальный статус «открытия фестивального лета 2013 в украинской музыке».
Вначале 2014 года альбом «Перча» вошел в список лучших музыкальных релизов Украины — 2013 за версией «Молодого радио».
Весной 2014 года группа объявила о выходе дебютного полноформатного альбома, позже было объявлено и его название. Пластинка получила название «ЛАЧО!». В поддержку альбома в рамках объявленного тура «Latcho Tour 2014 / Round 1» группа отыграла ряд концертов на Украине и за рубежом, посетив при этом фестивали Країна мрій в Киеве, инициатором которого является известный украинський музыкант Олег Скрипка, Лемковская Ватра в Здыне (Польша), и самый большой фестиваль Украины — фестиваль Захід.
27 января 2015 года альбом «ЛАЧО» был официально представлен публике. Через некоторое время, а именно 12 февраля 2015 года, группа представила видео на одну из заглавных песен с альбома, на песню варош банда. С презентацией «ЛАЧО» ребята отыграли два больших концерта в Ужгороде и Киеве, 27 февраля и 13 марта, соответственно.
В мае группа представила оригинальный мультипликационный клип на песню Наша файта и позже отыграла ряд концертов на Украине и Европе.
2016 год начался с анонса нового EP и выпуска двух синглов с видео. В марте было представлено видео Рейнджеры, а уже 22 апреля группа представила свою новую программу «Варошська туса» большим концертом в Ужгороде. Позже, 7 июня, было представлено скандальное видео группы Варошська туса, которое вызвало неоднозначную реакцию.
Летом 2016 года в рамках тура «Варошська туса Tour 2016» группа сыграла на крупнейших украинских фестивалях, таких как Файне місто, Woodstock Україна и Захід.
На данный момент группа готовит второй полноформатник.

## Состав
- Павел Генов — вокал, акустическая гитара
- Игорь МагАда — ударные
- Андрей Шаповалов — бас
- Владимир Щобак — труба, бэк-вокал
- Станислав Мыкульця — аккордеон, бэк-вокал
- Арсен Бабиченко — гитара
- Михаил Куртяк — Dj Vibes
- Олег Орешников — звукорежиссёр

## Дискография

### Синглы
- 2012, декабрь — «Дислокация»[10][11]
- 2015, январь — «Транскарпатия»[12]

### Студийные альбомы
- 2013, март — «Перча» [EP], Наш Формат
- 2015, январь — «ЛАЧО», Наш Формат[13]

## Видеография
- 2013, август — Дислокація[14]
- 2015, февраль — Варош банда[15]
- 2015, май — Наша файта
- 2016, март — Рейнджери[16]
- 2016, июнь — Варошська туса[17]

## Фестивали
- Music Bike Ukraine — 2011
- Goral Music Avia Bike Ukraine — 2012
- Захід — 2012[18]
- Рурисько — 2013
- Music Bike Ukraine — 2013
- Підкамінь — 2013
- Файне місто — 2013
- Франко-Місія — 2013
- Захід — 2013
- Черемош-Фест — 2014
- Країна мрій — 2014
- Файне місто— 2014
- Лемківська Ватра — 2014
- Захід — 2014
- Wild wild fest — 2015
- Оле Довбуш — 2015
- Країна мрій — 2015
- Файне місто — 2016
- Woodstock Ukraine— 2016
- Захід — 2016
- Обнова — 2016
- Дністер-фест — 2016
- Wild wild fest — 2016